# Foza (geslacht)
Foza is een geslacht van kreeftachtigen uit de klasse van de Malacostraca (hogere kreeftachtigen).

## Soorten
- Foza ambohitra Cumberlidge & Meyer, 2009
- Foza goudoti (H. Milne Edwards, 1853)
- Foza manonae Cumberlidge, Klaus, Meyer & Koppin, 2015
- Foza raimundi Reed & Cumberlidge, 2006